# Tom Maden
Pour les articles homonymes, voir Maden.
Tom Maden, né Thomas Maden le 21 août 1989 à Coppell (Texas), est un acteur américain d'origine portugaise. Il est surtout connu pour avoir incarné le rôle de Rigo dans la série télévisée Championnes à tout prix. Récemment il a interprété un des rôles principaux, celui de « Jake » dans Scream.

## Filmographie
Films
- 2008 : La Chute d'Hypérion : Lucas Hansen
- 2008 : Nanny Express : Jose
- 2008 : Reversion : Ray
- 2010 : Braking the Press : Josh Conaghey
- 2010 : Split Milk : Josh
- 2012 : General Education : Chad Worthington
- 2013 : Untitled Bounty Hunter Projet : Nico Cortez
- 2013 : The Lonely Waiter : Cook
- 2014 : Mission Air : Michael Ireland
- 2016 : À bout de souffle : Bryce Hinge
- 2016 : La Vengeance d'une mère : Ben Stiers
- 2016 : The Ninth Passenger : Lance
- 2017 : Tomboy : Adam

Séries
- 2004 : Endurance 3: Hawaï : Brown Team
- 2006 : Sept à la maison : étudiant dans l'épisode Got MLK ? (saison 11, invité)
- 2008 : According to Jim : Sammy

- 2010 : Championnes à tout prix : Rigo (saison 3, rôle récurrent)
- 2011 : Parenthood : Zach Bell (saison 3, rôle récurrent)
- 2012 : Mentalist : Billy (saison 4, invité)
- 2014 : Caper : Store Clerk
- 2015 : Switched : Robbie Nicholson (saison 4, invité)
- 2015-2016 : Scream (série TV) : Jake Fitzgerald (saisons 1 et 2, rôle récurrent)
- 2017 : 13 Reasons Why : Roberts Wells (saison 1, invité)
- 2017 : Famous In Love : Adam (saison 1, rôle récurrent)